# Jamazaki Juka
Jamazaki Juka (山崎 由加; Hepburn: Yamazaki Yuka) (Tokió, 1980. június 29. –) japán válogatott labdarúgó.

## Klub
A labdarúgást a Nippon TV Beleza csapatában kezdte. 1995 és 2002 között a Nippon TV Beleza csapatában játszott. 2003-ban az Okayama Yunogo Belle csapatához szerződött. 2006-ban vonult vissza.

## Nemzeti válogatott
2000-ben debütált a japán válogatottban. A japán válogatottban 7 mérkőzést játszott.

## Statisztika
| Japán válogatott | Japán válogatott | Japán válogatott |
| Időszak          | Mérk.            | gól              |
| ---------------- | ---------------- | ---------------- |
| 2000             | 6                | 0                |
| 2001             | 1                | 0                |
| Összesen         | 7                | 0                |

## Sikerei, díjai
Klub
- Japán bajnokság: 2000, 2001, 2002